# Пластинчатый теплообменник
Пластинчатый теплообменник — устройство, в котором осуществляется передача теплоты от горячего теплоносителя к холодной (нагреваемой) среде через стальные, медные, графитовые, титановые гофрированные пластины, которые стянуты в пакет. Горячие и холодные слои перемежаются друг с другом.
Первый агрегат пластинчатого теплообменника в близком к современному виде был изобретён доктором Ричардом Селигманом, основателем компании Aluminium Plant & Vessel Company Limited в 1923 году. Согласно другим источникам, создателем первого современного пластинчатого теплообменника была шведская компания Густава де Лаваля, выпустившая первую модель, предназначавшуюся для пастеризационного оборудования, в 1938 году.
Нашёл широкое применение в промышленности, энергетике и в жилищно-коммунальном хозяйстве, обладает высоким КПД и низким падением давления теплоносителя за теплообменником.

## Устройство и принцип работы
1. Неподвижная плита с присоединительными патрубками.
2. Задняя прижимная плита.
3. Теплообменные пластины с уплотнительными прокладками.
4. Верхняя направляющая.
5. Нижняя направляющая.
6. Задняя стойка.
7. Комплект резьбовых шпилек.

Такая конструкция теплообменника обеспечивает эффективную компоновку теплообменной поверхности и, соответственно, малые габариты самого аппарата. Все пластины в пакете одинаковы, только развернуты одна за другой на 180°, поэтому при стягивании пакета пластин образуются каналы, по которым и протекают жидкости, участвующие в теплообмене. Такая установка пластин обеспечивает чередование горячих и холодных каналов.

### Теплообменные пластины с уплотнительными прокладками
Основным элементом теплообменника являются теплопередающие пластины, изготовленные из коррозионно-стойких сплавов толщиной 0,4-1,0 мм методом холодной штамповки. В рабочем положении пластины плотно прижаты друг к другу и образуют щелевые каналы. На лицевой стороне каждой пластины в специальные канавки установлена резиновая контурная прокладка, обеспечивающая герметичность каналов. Два из четырёх отверстий в пластине обеспечивают подвод и отвод греющей или нагреваемой среды к каналу. Два других отверстия дополнительно изолированы малыми контурами прокладки, предотвращающими смешение (переток) греющей и нагреваемой сред. Для предупреждения смешивания сред в случае прорыва одного из малых контуров прокладки предусмотрены дренажные пазы.
Пространственное извилистое течение жидкости в каналах способствует турбулизации потоков, а противоток между нагреваемой и греющей средой способствует увеличению температурного напора и, как следствие, интенсификации теплообмена при сравнительно малых гидравлических сопротивлениях. При этом резко уменьшается отложение накипи на поверхности пластин.
При большой разнице в расходе сред, а также при малой разнице в конечных температурах сред существует возможность многократного теплообмена сред путём петлеобразного направления их потоков. В таких теплообменниках патрубки для подвода сред расположены не только на неподвижной плите, но и на прижимной, а вдоль пластин-перегородок среды движутся в одном направлении.
Одним из важнейших элементов в конструкции пластинчатых теплообменников являются прокладки. Уплотнители в теплообменнике изолируют и направляют смежные жидкостные потоки и предотвращают протекание. Элементы представляют собой цельную каучуковую прокладку и фиксируются в специальных пазах по контуру пластины.
Система крепления уплотнений к пластинам используется как клеевая, так и безклеевая с помощью специальных замков. Для производства уплотнений используется 4 типа стандартных материалов (NBR, EPDM, Viton I, Viton S), кроме того, используется ряд материалов, разработанных специально для нестандартного применения.
Среди наиболее распространенных уплотнений выделяют следующие виды:
- S187 VITON (FPM)
FP71 NBR (NITRIL)
GL-265 VITON (FPM)
XGM032 VITON GF/STEAM
NT 500M VITON (FPM)
ЭТ014С NBR (NITRIL)
S20 VITON GF/STEAM
NT 250M VITON (FPM)
MA30W-FKMS-C/PEAK RING GASKET (MA30W-FKMS-CLIP-кольцевое)
GL-85 NBR (NITRIL)
ЭТ004C NBR (NITRIL). 
Выбор подходящего материала значительно влияет на срок службы прокладок. Но существуют и другие факторы, от которых зависит пригодность уплотнений: температурный режим, перепады давления, агрессивность среды, естественное старение. Установлено, что температура с показателями меньше, чем максимально допустимые, продляет срок эксплуатации. 

### Схема теплообмена
В процессе теплообмена жидкости движутся навстречу друг другу (в противотоке). В местах их возможного перетекания находится либо стальная пластина, либо двойное резиновое уплотнение, что практически исключает смешение жидкостей.
Вид гофрирования пластин и их количество, устанавливаемое в раму, зависят от эксплуатационных требований к пластинчатому теплообменнику. Материал, из которого изготавливаются пластины, может быть различным: от недорогой нержавеющей стали до различных экзотических сплавов, способных работать с агрессивными жидкостями.
Материалы для изготовления уплотнительных прокладок также различаются в зависимости от условий применения пластинчатых теплообменников. Обычно используются различные полимеры на основе натуральных или синтетических каучуков.

### Виды пластинчатых теплообменников
Пластинчатые теплообменники бывают следующих видов:
- разборные пластинчатые теплообменники;
- паяные пластинчатые теплообменники;
- сварные и полусварные пластинчатые теплообменники.

### Основные параметры
Для разборных пластинчатых теплообменников характерны следующие параметры:
- материал пластин: тонколистовые стали (AISI304, AISI316), Титан, Hastelloy, 254SMO и др.;
- температура в пластинах носителя не превышает 200°;
- давление в пластинах носителя не превышает 25кгс/см2;
- поверхность теплообмена одного аппарата может значительно колебаться(0,1 и 2100 м2) в зависимости от назначения;
- число пластин также колеблется от самых малых значений(практикуют от 7-10 пластин) и до самых больших.

## Схема
По схеме работы теплообменники делят на две разновидности:
- одноходовые;
- многоходовые.

Одноходовой теплообменник устроен так, что каждая среда протекает через щелевые каналы один раз.
После этого жидкость поступает в сборный коллектор и оттуда — в трубопровод.
При таком исполнении все присоединительные патрубки находятся с одной стороны устройства — на неподвижной плите. Подвижную плиту можно двигать как угодно, так что разбирать теплообменник для обслуживания и ремонта ничто не мешает.
Многоходовая схема применяется в тех случаях, когда в греющей среде после одного прохода остается еще много тепла.
Такое наблюдается в следующих случаях:
- пластины имеют маленькую площадь либо в кассете их установлено малое количество;
- расходы двух сред очень сильно отличаются;
- разность температур греющей и нагреваемой среды невелика, поэтому теплообмен протекает с низкой интенсивностью.

В кассету многоходового пластинчатого теплообменника добавляются пластины только с двумя портами, расположенными с одной стороны. Благодаря этому каждая среда протекает по каналам два раза или более, так что нагреваемая среда усваивает от греющей намного больше тепла, чем при одноходовой схеме.

## Принцип работы теплообменника
Во время осуществления теплообмена движение жидкостей происходит по направлению друг к другу. Наличие специального элемента из стали или дополнительного резинового уплотнения позволяет предотвратить смешение жидкостей в тех местах, где существует возможность протекания.
В зависимости от того, в каких именно условиях планируется эксплуатация конкретного теплообменника, количество пластин, а также способ обработки их поверхности могут отличаться. Это относится и к применяемым расходным материалам.
Так, производители предлагают не только изделия из доступной нержавеющей стали, но и модели, выполненные из современных сплавов, устойчивые к длительному воздействию агрессивных сред.